# Kirovaul
Kirovaul (rusky Кироваул) je venkovská lokalita (vesnice, v Rusku selo) v Kizilyurtovském rajónu v Dagestánské republice, v Rusku. Nachází se na levém břehu řeky Sulak, 4 km severozápadně od Kiziljurtu. V roce 2021 zde žilo 3219 obyvatel, převážně Avarů.

## Historie
Osada vznikla v polovině 20. století v důsledku přesídlování obyvatel ze Sildi, Gakko a Chvaršini v Cumadinském okrese na Kumycké pláně.
Od roku 1999 je osada dlouhodobě pod dohledem bezpečnostních úředníků, pro nekontrolované šíření náboženského extremismu. Roku 1999 byl v osadě založen soud šaría. Následný zásah ruských bezpečnostních sil zabránil islamistické vládě v osadě. V říjnu 2009 byl ruskými bezpečnostními silami zlikvidován vůdce teroristické skupiny Machačkala Gadzhimurad Kamaltudinov, který byl dříve deportovaný z Egypta do Ruska. V roce 2010 se v Kirovaulu odehrálo několik smrtelných přestřelek.
V srpnu 2020 byl zahájen proces přejmenování osady Kirovaul na Manapkala, na počest trenéra Abdulmanapa Nurmagomedova.

## Významní lidé
- Chabib Nurmagomedov, dvojnásobný mistr světa v bojovém sambu a bývalý šampion UFC v lehké váze.